# Regierungsbezirk Nordwürttemberg
Der Regierungsbezirk Nordwürttemberg war ein Regierungsbezirk in Baden-Württemberg, der von 1952 bis 1972 bestand und ab 1. Januar 1973 mit anderer Grenzziehung in den heutigen Regierungsbezirk Stuttgart überführt wurde. Sein Vorläufer war 1945 bis 1952 der Landesbezirk Württemberg im damaligen Land Württemberg-Baden.

## Geschichte
Der Regierungsbezirk Nordwürttemberg wurde mit Bildung des Landes Baden-Württemberg im Jahre 1952 als einer von vier Regierungsbezirken errichtet, die anderen waren der Regierungsbezirk Südwürttemberg-Hohenzollern, der Regierungsbezirk Nordbaden und der Regierungsbezirk Südbaden. Der Regierungsbezirk Nordwürttemberg umfasste den nördlichen Teil des ehemaligen Landes Württemberg bzw. den Landesbezirk Württemberg des durch die amerikanische Militärverwaltung 1945/46 gebildeten Landes Württemberg-Baden. Das zuständige Regierungspräsidium wurde in Stuttgart eingerichtet.
Bei der Kreisreform, die zum 1. Januar 1973 umgesetzt wurde, veränderten sich die Grenzen des Regierungsbezirks erheblich. Das Regierungspräsidium in Stuttgart war danach auch für Gebiete zuständig, die früher badisch waren. Im Gegenzug wurden Gebiete in die Zuständigkeit der Regierungspräsidien Karlsruhe und Tübingen abgegeben.
Daher wurde die Bezeichnung des Regierungsbezirks Nordwürttemberg in Regierungsbezirk Stuttgart geändert.

## Verwaltungsgliederung
Folgende Stadtkreise (kreisfreien Städte) und Landkreise gehörten zum Regierungsbezirk Nordwürttemberg:
| Kfz-Kenn- zeichen | Stadtkreis / Landkreis           | Zahl der Gemeinden   | Fläche in km²        | Wohnbevölkerung vom         | Bevölkerungsdichte (Einwohner je km²) am |
| ----------------- | -------------------------------- | -------------------- | -------------------- | --------------------------- | ---------------------------------------- |
|                   |                                  | am 31. Dezember 1965 | am 31. Dezember 1965 | 6. Juni 1961 (Volkszählung) | 6. Juni 1961 (Volkszählung)              |
|                   | Stadtkreise                      |                      |                      |                             |                                          |
| S                 | Stuttgart                        | 1                    | 207,20               | 637 539                     | 3 076,9                                  |
| HN                | Heilbronn                        | 1                    | 61,33                | 89 097                      | 1 452,7                                  |
| UL                | Ulm                              | 1                    | 49,77                | 92 701                      | 1 862,6                                  |
|                   | Landkreise                       |                      |                      |                             |                                          |
| AA                | Aalen                            | 65                   | 1 079,04             | 142 126                     | 131,7                                    |
| BK                | Backnang                         | 49                   | 589,18               | 89 362                      | 151,7                                    |
| BB                | Böblingen                        | 39                   | 451,28               | 145 616                     | 322,7                                    |
| CR                | Crailsheim                       | 58                   | 766,41               | 63 325                      | 82,6                                     |
| ES                | Esslingen                        | 30                   | 253,12               | 198 579                     | 784,5                                    |
| GP                | Göppingen                        | 62                   | 610,48               | 201 967                     | 330,8                                    |
| HDH               | Heidenheim                       | 40                   | 624,00               | 113 453                     | 181,8                                    |
| HN                | Heilbronn                        | 99                   | 875,19               | 162 698                     | 185,9                                    |
| KÜN               | Künzelsau                        | 41                   | 342,04               | 30 948                      | 90,5                                     |
| LEO               | Leonberg                         | 27                   | 289,55               | 99 219                      | 342,7                                    |
| LB                | Ludwigsburg                      | 49                   | 424,08               | 243 849                     | 575,0                                    |
| MGH               | Mergentheim                      | 51                   | 473,92               | 40 349                      | 85,1                                     |
| NT                | Nürtingen                        | 48                   | 380,04               | 131 620                     | 346,3                                    |
| ÖHR               | Öhringen                         | 51                   | 397,59               | 43 587                      | 109,6                                    |
| GD                | Schwäbisch Gmünd                 | 35                   | 459,27               | 100 501                     | 218,8                                    |
| SHA               | Schwäbisch Hall                  | 46                   | 568,42               | 59 273                      | 104,3                                    |
| UL                | Ulm                              | 82                   | 861,06               | 82 926                      | 96,3                                     |
| VAI               | Vaihingen                        | 42                   | 384,76               | 75 392                      | 195,9                                    |
| WN                | Waiblingen                       | 61                   | 433,38               | 193 688                     | 446,9                                    |
|                   | Regierungsbezirk Nordwürttemberg | 978                  | 10 581,11            | 3 037 815                   | 287,1                                    |

Quelle: Amtliches Gemeindeverzeichnis Baden-Württemberg 1966, S. 11
aus der Serie "Statistik von Baden-Württemberg, Band 123" (1966)